# Élections présidentielles sous la Cinquième République dans l'Indre
Depuis l'adoption de la Constitution de la Cinquième République française en 1958, dix élections présidentielles ont eu lieu afin d'élire le président de la République. Cette page présente les résultats de ces élections dans l'Indre.

## Synthèse des résultats du second tour
L'Indre vote traditionnellement plus à gauche que la France. Elle a en particulier placé François Mitterrand et Ségolène Royal en tête au second tour lors des élections de 1974 et 2007. En 2012, François Hollande obtient 4 points de plus qu'au niveau national. En 2017, Emmanuel Macron obtient 5 points de moins.
| 2022 | Emmanuel Macron (51,40 %) (France : 58,55 %) | Marine Le Pen (48,60 %) (France : 41,45 %) | 75,18 % (France : 71,99 %) | 7,74 % (France : 6,23 %) |

| 2017 | Emmanuel Macron (60,98 %) (France : 66,10 %) | Marine Le Pen (39,02 %) (France : 33,90 %) | 76,58 % (France : 77,77 %) | 2,68 % (France : 2,47 %) |

| 2012 | François Hollande (55,66 %) (France : 51,64 %) | Nicolas Sarkozy (44,34 %) (France : 48,36 %) | 81,97 % (France : 80,35 %) | 2,45 % (France : 5,82 %) |

| 2007 | Nicolas Sarkozy (49,83 %) (France : 53,06 %) | Ségolène Royal (50,17 %) (France : 46,94 %) | 84,71 % (France : 83,97 %) | 2,08 % (France : 4,20 %) |

| 2002 | Jacques Chirac (83,37 %) (France : 82,21 %) | J.-M. Le Pen (16,63 %) (France : 17,79 %) | 75,11 % (France : 79,71 %) | 4,98 % (France : 3,38 %) |

| 1995 | Jacques Chirac (50,58 %) (France : 52,64 %) | Lionel Jospin (49,42 %) (France : 47,36 %) | 80,5 % (France : 78,38 %) | 3,98 % (France : 2,81 %) |

| 1988 | François Mitterrand (58,53 %) (France : 54,02 %) | Jacques Chirac (41,47 %) (France : 45,98 % %) | 83,75 % (France : 81,35 %) | 2,91 % (France : 2,00 %) |

| 1981 | François Mitterrand (53,29 %) (France : 51,76 %) | Valéry Giscard d'Estaing (46,71 %) (France : 48,24 %) | 82,88 % (France : 81,09 %) | 2,03 % (France : 1,62 %) |

| 1974 | Valéry Giscard d'Estaing (47,93 %) (France : 50,81 %) | François Mitterrand (52,07 %) (France : 49,19 %) | 83,89 % (France : 84,23 %) | 1,1 % (France : 0,92 %) |

| 1969 | Georges Pompidou (49,32 %) (France : 58,21 %) | Alain Poher (50,68 %) (France : 41,79 %) | 76,87 % (France : 77,59 %) | 1,68 % (France : 1,29 %) |

| 1965 | Charles de Gaulle (46,7 %) (France : 55,20 %) | François Mitterrand (53,3 %) (France : 44,80 %) | 82,76 % (France : 84,75 %) | 1,43 % (France : 1,01 %) |

|  | ▲ |

## Résultats détaillés par scrutin

### 2022
Arrivé en tête du premier tour, le président sortant Emmanuel Macron (27,85 %) affronte Marine Le Pen (23,15 %), un duel identique à celui du scrutin de 2017. C'est la deuxième fois qu'un second tour opposant les mêmes candidats à deux scrutins présidentiels consécutifs a lieu après ceux où se sont affrontés Valéry Giscard d'Estaing et François Mitterrand en 1974 et 1981.
En troisième position avec 21,95 % des voix, Jean-Luc Mélenchon réalise le score le plus élevé de ses trois candidatures et arrive largement en tête de la gauche, mais échoue à accéder au second tour, avec environ 400 000 voix de moins que Marine Le Pen.
Une nouvelle fois, les partis politiques traditionnels sont absents du second tour, dans des proportions encore plus importantes que lors de la précédente élection. Le Parti socialiste et Les Républicains, représentés respectivement par Anne Hidalgo et Valérie Pécresse, s'effondrent avec des scores historiquement faibles et n'atteignent pas le seuil des 5 %, condition permettant d'être remboursé des frais de campagne.
Le second tour voit Emmanuel Macron l'emporter par 58,55 % des suffrages exprimés, permettant ainsi au président sortant d'entamer un second mandat. Le septennat ayant été aboli en 2000, il devient ainsi le premier président de la République française à être réélu pour un deuxième quinquennat, le deuxième président de la Cinquième République réélu hors période de cohabitation et le quatrième président de la Cinquième République réélu.
Dans l'Indre, Marine Le Pen arrive en tête du premier tour avec 28,53 % des exprimés, suivie de Emmanuel Macron (26,03  %),Jean-Luc Mélenchon (17,32%) et Éric Zemmour (6,15%). Au second tour, les électeurs ont voté à 51,40 % pour Emmanuel Macron contre 48,60% pour Marine Le Pen avec un taux de participation de 75,18 % des inscrits.
| Candidats                | Candidats                | Partis                   | Premier tour | Premier tour | Second tour | Second tour |
| Candidats                | Candidats                | Partis                   | Voix         | %            | Voix        | %           |
| ------------------------ | ------------------------ | ------------------------ | ------------ | ------------ | ----------- | ----------- |
|                          | Marine Le Pen            | RN                       | 34 516       | 28,53        | 54 429      | 48,60       |
|                          | Emmanuel Macron          | LREM                     | 31 498       | 26,03        | 57 558      | 51,40       |
|                          | Jean-Luc Mélenchon       | LFI                      | 20 954       | 17,32        |             |             |
|                          | Éric Zemmour             | REC                      | 7 438        | 6,15         |             |             |
|                          | Valérie Pécresse         | LR                       | 6 589        | 5,45         |             |             |
|                          | Jean Lassalle            | RES                      | 4 984        | 4,12         |             |             |
|                          | Yannick Jadot            | EELV                     | 3 726        | 3,08         |             |             |
|                          | Fabien Roussel           | PCF                      | 3 702        | 3,06         |             |             |
|                          | Nicolas Dupont-Aignan    | DLF                      | 2 886        | 2,39         |             |             |
|                          | Anne Hidalgo             | PS                       | 2 464        | 2,04         |             |             |
|                          | Philippe Poutou          | NPA                      | 1 155        | 0,95         |             |             |
|                          | Nathalie Arthaud         | LO                       | 1 085        | 0,90         |             |             |
|                          |                          |                          |              |              |             |             |
| Votes valides            | Votes valides            | Votes valides            | 120 997      | 97,04        | 111 987     | 89,70       |
| Votes blancs             | Votes blancs             | Votes blancs             | 2 451        | 1,97         | 8 768       | 7,02        |
| Votes nuls               | Votes nuls               | Votes nuls               | 1 246        | 1,00         | 4 094       | 3,28        |
| Total                    | Total                    | Total                    | 124 694      | 100          | 124 849     | 100         |
| Abstention               | Abstention               | Abstention               | 41 406       | 24,93        | 41 208      | 24,82       |
| Inscrits / participation | Inscrits / participation | Inscrits / participation | 166 100      | 75,07        | 166 057     | 75,18       |

### 2017
Le premier tour de l'élection présidentielle de 2017 voit s'affronter onze candidats. Emmanuel Macron arrive en tête devant Marine Le Pen et tous deux se qualifient pour le second tour. Néanmoins, avec François Fillon et Jean-Luc Mélenchon, les scores des quatre candidats ayant recueilli le plus de voix sont serrés (4,43 points entre le 1er et le 4e). Pour la première fois, aucun des candidats des deux partis politiques pourvoyeurs jusque-là des présidents de la Ve République, n'est présent au second tour. Celui-ci se tient le dimanche 7 mai et se solde par la victoire d'Emmanuel Macron, avec un total de 20 753 798 bulletins de vote en sa faveur, soit 66,10 % des suffrages exprimés, face à la candidate du Front national, qui recueille 33,90 %. Le scrutin est néanmoins marqué par une forte abstention et par un record de votes blancs ou nuls. 
Dans l'Indre, Marine Le Pen arrive en tête du premier tour avec 24,43% des exprimés, suivie de Emmanuel Macron (20,85 %), François Fillon (19,46 %), Jean-Luc Mélenchon (19,05 %) et Benoît Hamon (5,95 %). Au second tour, les électeurs ont voté à 60,98 % pour Emmanuel Macron contre 39,02 % pour Marine Le Pen avec un taux de participation de 76,58 % des inscrits.
|             | FN          | Marine Le Pen         | 31 985  | 24,43 %    | 43 627  | 39,02 %    |  |  |
|             | EM          | Emmanuel Macron       | 27 301  | 20,85 %    | 68 173  | 60,98 %    |  |  |
|             | LR          | François Fillon       | 25 476  | 19,46 %    |         |            |  |  |
|             | LFi         | Jean-Luc Mélenchon    | 24 938  | 19,05 %    |         |            |  |  |
|             | PS          | Benoît Hamon          | 7 786   | 5,95 %     |         |            |  |  |
|             | DlF         | Nicolas Dupont-Aignan | 7 177   | 5,48 %     |         |            |  |  |
|             | NPA         | Philippe Poutou       | 1 757   | 1,34 %     |         |            |  |  |
|             | RES         | Jean Lassalle         | 1 728   | 1,32 %     |         |            |  |  |
|             | LO          | Nathalie Arthaud      | 1 390   | 1,06 %     |         |            |  |  |
|             | UPR         | François Asselineau   | 1 098   | 0,84 %     |         |            |  |  |
|             | SeP         | Jacques Cheminade     | 298     | 0,23 %     |         |            |  |  |
|             |             |                       |         |            |         |            |  |  |
|             |             |                       | Nombre  | % inscrits | Nombre  | % inscrits |  |  |
| Inscrits    | Inscrits    | Inscrits              | 170 409 |            | 170 405 |            |  |  |
| Abstentions | Abstentions | Abstentions           | 34 911  | 20,49 %    | 39 911  | 23,42 %    |  |  |
| Votants     | Votants     | Votants               | 135 498 | 79,51 %    | 130 494 | 76,58 %    |  |  |
|             |             |                       |         |            |         |            |  |  |
|             |             |                       |         | % votants  |         | % votants  |  |  |
| Blancs      | Blancs      | Blancs                | 3 081   | 1,81 %     | 12 640  | 7,42 %     |  |  |
| Nuls        | Nuls        | Nuls                  | 1 483   | 0,87 %     | 6 054   | 3,55 %     |  |  |
| Exprimés    | Exprimés    | Exprimés              | 130 934 | 76,84 %    | 111 800 | 65,61 %    |  |  |

### 2012
Hollande, désigné par le PS à la suite d'une primaire ouverte, devance Sarkozy dès le premier tour de l'élection présidentielle de 2012 : c'est la première fois qu'un président sortant est ainsi devancé. Au second tour, Sarkozy est battu mais par un écart plus faible qu'attendu.
Dans l'Indre, François Hollande arrive en tête du premier tour avec 29,87 % des exprimés, suivi de Nicolas Sarkozy (24,16 %), Marine Le Pen (19,55 %), Jean-Luc Mélenchon (11,26 %) et François Bayrou (8,98 %). Au second tour, les électeurs ont voté à 55,66 % pour François Hollande contre 44,34 % pour Nicolas Sarkozy avec un taux de participation de 82,12 % des inscrits.
|                | PS             | François Hollande     | 41 505  | 29,87 %    | 73 616  | 55,66 %    |  |  |
|                | UMP            | Nicolas Sarkozy       | 33 564  | 24,16 %    | 58 643  | 44,34 %    |  |  |
|                | FN             | Marine Le Pen         | 27 164  | 19,55 %    |         |            |  |  |
|                | FG             | Jean-Luc Mélenchon    | 15 645  | 11,26 %    |         |            |  |  |
|                | MoDem          | François Bayrou       | 12 473  | 8,98 %     |         |            |  |  |
|                | DLF            | Nicolas Dupont-Aignan | 3 014   | 2,17 %     |         |            |  |  |
|                | EELV           | Eva Joly              | 2 015   | 1,45 %     |         |            |  |  |
|                | NPA            | Philippe Poutou       | 1 985   | 1,43 %     |         |            |  |  |
|                | LO             | Nathalie Arthaud      | 1 190   | 0,86 %     |         |            |  |  |
|                | S&P            | Jacques Cheminade     | 393     | 0,28 %     |         |            |  |  |
|                |                |                       |         |            |         |            |  |  |
|                |                |                       | Nombre  | % inscrits | Nombre  | % inscrits |  |  |
| Inscrits       | Inscrits       | Inscrits              | 173 772 |            | 173 772 |            |  |  |
| Abstentions    | Abstentions    | Abstentions           | 31 336  | 18,03 %    | 31 070  | 17,88 %    |  |  |
| Votants        | Votants        | Votants               | 142 436 | 81,97 %    | 142 702 | 82,12 %    |  |  |
|                |                |                       |         |            |         |            |  |  |
|                |                |                       |         | % votants  |         | % votants  |  |  |
| Blancs ou nuls | Blancs ou nuls | Blancs ou nuls        | 3 488   | 2,45 %     | 10 443  | 7,32 %     |  |  |
| Exprimés       | Exprimés       | Exprimés              | 138 948 | 97,55 %    | 132 259 | 97,55 %    |  |  |

### 2007
Au premier tour de l'élection présidentielle de 2007, Sarkozy réussit à capter une partie des voix de Le Pen et arrive largement en tête. Royal est la première femme qualifiée pour le second tour d'une élection présidentielle. Elle est battue avec une avance de 6 points.
Dans l'Indre, Nicolas Sarkozy arrive en tête du premier tour avec 26,95 % des exprimés, suivi de Ségolène Royal (25,07 %), François Bayrou (17,92 %), Jean-Marie Le Pen (11,8 %) et Olivier Besancenot (5,37 %). Au second tour, les électeurs ont voté à 49,83 % pour Nicolas Sarkozy contre 50,17 % pour Ségolène Royal avec un taux de participation de 85,35 % des inscrits.
|                | UMP            | Nicolas Sarkozy      | 39 637  | 26,95 %    | 71 321  | 49,83 %    |  |  |
|                | PS             | Ségolène Royal       | 36 873  | 25,07 %    | 71 818  | 50,17 %    |  |  |
|                | UDF            | François Bayrou      | 26 364  | 17,92 %    |         |            |  |  |
|                | FN             | Jean-Marie Le Pen    | 17 358  | 11,8 %     |         |            |  |  |
|                | LCR            | Olivier Besancenot   | 7 905   | 5,37 %     |         |            |  |  |
|                | MPF            | Philippe de Villiers | 4 679   | 3,18 %     |         |            |  |  |
|                | GPA            | Marie-George Buffet  | 3 684   | 2,5 %      |         |            |  |  |
|                | CPNT           | Frédéric Nihous      | 2 837   | 1,93 %     |         |            |  |  |
|                | LO             | Arlette Laguiller    | 2 741   | 1,86 %     |         |            |  |  |
|                | SE             | José Bové            | 2 275   | 1,55 %     |         |            |  |  |
|                | Les Verts      | Dominique Voynet     | 2 003   | 1,36 %     |         |            |  |  |
|                | CNRSP          | Gérard Schivardi     | 729     | 0,5 %      |         |            |  |  |
|                |                |                      |         |            |         |            |  |  |
|                |                |                      | Nombre  | % inscrits | Nombre  | % inscrits |  |  |
| Inscrits       | Inscrits       | Inscrits             | 177 334 |            | 177 331 |            |  |  |
| Abstentions    | Abstentions    | Abstentions          | 27 117  | 15,29 %    | 25 972  | 14,65 %    |  |  |
| Votants        | Votants        | Votants              | 150 217 | 84,71 %    | 151 359 | 85,35 %    |  |  |
|                |                |                      |         |            |         |            |  |  |
|                |                |                      |         | % votants  |         | % votants  |  |  |
| Blancs ou nuls | Blancs ou nuls | Blancs ou nuls       | 3 132   | 2,08 %     | 8 220   | 5,43 %     |  |  |
| Exprimés       | Exprimés       | Exprimés             | 147 085 | 97,92 %    | 143 139 | 94,57 %    |  |  |

### 2002
Après cinq années de cohabitation, un duel est attendu entre Chirac et le Premier ministre Jospin lors de l'élection présidentielle de 2002, mais, à la surprise générale, ce dernier est devancé par Le Pen au premier tour. Au second tour, Chirac bénéficie du ralliement de la gauche et reçoit un score sans précédent. Il s'agit de la première élection pour un mandat de cinq ans et non plus sept.
Dans l'Indre, Jacques  Chirac arrive en tête du premier tour avec 21,19 % des exprimés, suivi de Lionel  Jospin (16,56 %), Jean-Marie  Le Pen (15,33 %), Jean  Saint-Josse (7,5 %) et Arlette Laguiller (6,56 %). Au second tour, les électeurs ont voté à 83,37 % pour Jacques  Chirac contre 16,63 % pour Jean-Marie  Le Pen avec un taux de participation de 82,22 % des inscrits.
|                | RPR            | Jacques Chirac          | 26 714  | 21,19 %    | 113 006 | 83,37 %    |  |  |
|                | PS             | Lionel Jospin           | 20 876  | 16,56 %    |         |            |  |  |
|                | FN             | Jean-Marie Le Pen       | 19 331  | 15,33 %    | 22 542  | 16,63 %    |  |  |
|                | CPNT           | Jean Saint-Josse        | 9 455   | 7,5 %      |         |            |  |  |
|                | LO             | Arlette Laguiller       | 8 267   | 6,56 %     |         |            |  |  |
|                | UDF            | François Bayrou         | 6 631   | 5,26 %     |         |            |  |  |
|                | LCR            | Olivier Besancenot      | 5 959   | 4,73 %     |         |            |  |  |
|                | PC             | Robert Hue              | 5 614   | 4,45 %     |         |            |  |  |
|                | MC             | Jean-Pierre Chevènement | 5 489   | 4,35 %     |         |            |  |  |
|                | Les Verts      | Noël Mamère             | 4 613   | 3,66 %     |         |            |  |  |
|                | DL             | Alain Madelin           | 3 985   | 3,16 %     |         |            |  |  |
|                | MNR            | Bruno Mégret            | 2 601   | 2,06 %     |         |            |  |  |
|                | Cap21          | Corinne Lepage          | 2 140   | 1,7 %      |         |            |  |  |
|                | PRG            | Christiane Taubira      | 2 041   | 1,62 %     |         |            |  |  |
|                | FRS            | Christine Boutin        | 1 635   | 1,3 %      |         |            |  |  |
|                | PT             | Daniel Gluckstein       | 747     | 0,59 %     |         |            |  |  |
|                |                |                         |         |            |         |            |  |  |
|                |                |                         | Nombre  | % inscrits | Nombre  | % inscrits |  |  |
| Inscrits       | Inscrits       | Inscrits                | 176 678 |            | 176 656 |            |  |  |
| Abstentions    | Abstentions    | Abstentions             | 43 970  | 24,89 %    | 31 409  | 17,78 %    |  |  |
| Votants        | Votants        | Votants                 | 132 708 | 75,11 %    | 145 247 | 82,22 %    |  |  |
|                |                |                         |         |            |         |            |  |  |
|                |                |                         |         | % votants  |         | % votants  |  |  |
| Blancs ou nuls | Blancs ou nuls | Blancs ou nuls          | 6 610   | 4,98 %     | 9 699   | 6,68 %     |  |  |
| Exprimés       | Exprimés       | Exprimés                | 126 098 | 95,02 %    | 135 548 | 93,32 %    |  |  |

### 1995
Après une nouvelle cohabitation et alors que la droite est particulièrement divisée entre Chirac et le Premier ministre Balladur, Jospin réussit à arriver en tête au premier tour de l'élection présidentielle de 1995, malgré la très lourde défaite de la gauche aux législatives de 1993. Au second tour, il est battu par Chirac.
Dans l'Indre, Lionel Jospin arrive en tête du premier tour avec 23,58 % des exprimés, suivi de Jacques Chirac (21,44 %), Édouard Balladur (17,02 %), Jean-Marie Le Pen (13 %) et Robert Hue (10,69 %). Au second tour, les électeurs ont voté à 50,58 % pour Jacques Chirac contre 49,42 % pour Lionel Jospin avec un taux de participation de 82,09 % des inscrits.
|                | PS             | Lionel Jospin        | 31 706  | 23,58 %    | 68 563  | 49,42 %    |  |  |
|                | RPR            | Jacques Chirac       | 28 838  | 21,44 %    | 70 180  | 50,58 %    |  |  |
|                | RPR            | Édouard Balladur     | 22 885  | 17,02 %    |         |            |  |  |
|                | FN             | Jean-Marie Le Pen    | 17 479  | 13 %       |         |            |  |  |
|                | PC             | Robert Hue           | 14 383  | 10,69 %    |         |            |  |  |
|                | MPF            | Philippe de Villiers | 7 955   | 5,92 %     |         |            |  |  |
|                | LO             | Arlette Laguiller    | 6 901   | 5,13 %     |         |            |  |  |
|                | Les Verts      | Dominique Voynet     | 3 892   | 2,89 %     |         |            |  |  |
|                | S&P            | Jacques Cheminade    | 446     | 0,33 %     |         |            |  |  |
|                |                |                      |         |            |         |            |  |  |
|                |                |                      | Nombre  | % inscrits | Nombre  | % inscrits |  |  |
| Inscrits       | Inscrits       | Inscrits             | 173 973 |            | 180 699 |            |  |  |
| Abstentions    | Abstentions    | Abstentions          | 33 919  | 19,5 %     | 32 370  | 17,91 %    |  |  |
| Votants        | Votants        | Votants              | 140 054 | 80,5 %     | 148 329 | 82,09 %    |  |  |
|                |                |                      |         |            |         |            |  |  |
|                |                |                      |         | % votants  |         | % votants  |  |  |
| Blancs ou nuls | Blancs ou nuls | Blancs ou nuls       | 5 569   | 3,98 %     | 9 586   | 6,46 %     |  |  |
| Exprimés       | Exprimés       | Exprimés             | 134 485 | 96,02 %    | 138 743 | 93,54 %    |  |  |

### 1988
Après deux ans de cohabitation, Mitterrand affronte le Premier ministre Chirac lors de l'élection présidentielle de 1988. Le Pen obtient au premier tour un score jusque-là sans précédent pour un parti d'extrême droite. Au second tour, Mitterrand est facilement réélu.
Dans l'Indre, François Mitterrand arrive en tête du premier tour avec 37,65 % des exprimés, suivi de Jacques Chirac (19,87 %), Raymond Barre (14,65 %), Jean-Marie Le Pen (11,34 %) et André Lajoinie (8,44 %). Au second tour, les électeurs ont voté à 58,53 % pour François Mitterrand contre 41,47 % pour Jacques Chirac avec un taux de participation de 86,85 % des inscrits.
|                | PS                    | François Mitterrand | 55 690  | 37,65 %    | 88 650  | 58,53 %    |  |  |
|                | RPR                   | Jacques Chirac      | 29 401  | 19,87 %    | 62 815  | 41,47 %    |  |  |
|                | SE                    | Raymond Barre       | 21 672  | 14,65 %    |         |            |  |  |
|                | FN                    | Jean-Marie Le Pen   | 16 778  | 11,34 %    |         |            |  |  |
|                | PC                    | André Lajoinie      | 12 483  | 8,44 %     |         |            |  |  |
|                | Les Verts             | Antoine Waechter    | 4 291   | 2,9 %      |         |            |  |  |
|                | LO                    | Arlette Laguiller   | 3 844   | 2,6 %      |         |            |  |  |
|                | Communiste rénovateur | Pierre Juquin       | 3 137   | 2,12 %     |         |            |  |  |
|                | MPT                   | Pierre Boussel      | 635     | 0,43 %     |         |            |  |  |
|                |                       |                     |         |            |         |            |  |  |
|                |                       |                     | Nombre  | % inscrits | Nombre  | % inscrits |  |  |
| Inscrits       | Inscrits              | Inscrits            | 181 927 |            | 181 887 |            |  |  |
| Abstentions    | Abstentions           | Abstentions         | 29 558  | 16,25 %    | 23 923  | 13,15 %    |  |  |
| Votants        | Votants               | Votants             | 152 369 | 83,75 %    | 157 964 | 86,85 %    |  |  |
|                |                       |                     |         |            |         |            |  |  |
|                |                       |                     |         | % votants  |         | % votants  |  |  |
| Blancs ou nuls | Blancs ou nuls        | Blancs ou nuls      | 4 438   | 2,91 %     | 6 499   | 4,11 %     |  |  |
| Exprimés       | Exprimés              | Exprimés            | 147 931 | 97,09 %    | 151 465 | 95,89 %    |  |  |

### 1981
Lors de l'élection présidentielle de 1981, Giscard d'Estaing arrive en tête au premier tour et affronte, comme la fois précédente, Mitterrand. Pour la première fois, un président sortant est battu : Mitterrand devient le premier président de gauche de la Ve République.
Dans l'Indre, Valéry Giscard d'Estaing arrive en tête du premier tour avec 26,66 % des exprimés, suivi de François Mitterrand (23,5 %), Georges Marchais (19,29 %), Jacques Chirac (19,24 %) et Arlette Laguiller (2,8 %). Au second tour, les électeurs ont voté à 52,07 % pour François Mitterrand contre 46,71 % pour Valéry Giscard d'Estaing avec un taux de participation de 87,74 % des inscrits.
|                | UDF            | Valéry Giscard d'Estaing | 39 110  | 26,66 %    | 71 542  | 46,71 %    |  |  |
|                | PS             | François Mitterrand      | 34 474  | 23,5 %     | 81 619  | 53,29 %    |  |  |
|                | PC             | Georges Marchais         | 28 294  | 19,29 %    |         |            |  |  |
|                | RPR            | Jacques Chirac           | 28 217  | 19,24 %    |         |            |  |  |
|                | LO             | Arlette Laguiller        | 4 114   | 2,8 %      |         |            |  |  |
|                | MEP            | Brice Lalonde            | 4 036   | 2,75 %     |         |            |  |  |
|                | MRG            | Michel Crépeau           | 2 930   | 2 %        |         |            |  |  |
|                | Divers droite  | Michel Debré             | 2 621   | 1,79 %     |         |            |  |  |
|                | Divers droite  | Marie-France Garaud      | 1 786   | 1,22 %     |         |            |  |  |
|                | PSU            | Huguette Bouchardeau     | 1 109   | 0,76 %     |         |            |  |  |
|                |                |                          |         |            |         |            |  |  |
|                |                |                          | Nombre  | % inscrits | Nombre  | % inscrits |  |  |
| Inscrits       | Inscrits       | Inscrits                 | 180 653 |            | 180 602 |            |  |  |
| Abstentions    | Abstentions    | Abstentions              | 30 925  | 17,12 %    | 22 138  | 12,26 %    |  |  |
| Votants        | Votants        | Votants                  | 149 728 | 82,88 %    | 158 464 | 87,74 %    |  |  |
|                |                |                          |         |            |         |            |  |  |
|                |                |                          |         | % votants  |         | % votants  |  |  |
| Blancs ou nuls | Blancs ou nuls | Blancs ou nuls           | 3 037   | 2,03 %     | 5 303   | 3,35 %     |  |  |
| Exprimés       | Exprimés       | Exprimés                 | 146 691 | 97,97 %    | 153 161 | 96,65 %    |  |  |

### 1974
L'élection présidentielle de 1974 est une élection anticipée à la suite de la mort de Pompidou. Mitterrand, candidat unique de la gauche, est largement en tête au premier tour devant Giscard d'Estaing, qui distance lui-même Chaban-Delmas. Au terme d'une campagne animée, marquée par un débat télévisé tendu, Giscard d'Estaing l'emporte avec une très courte avance.
Dans l'Indre, François Mitterrand arrive en tête du premier tour avec 43,55 % des exprimés, suivi de Valéry Giscard d'Estaing (27,65 %), Jacques Chaban-Delmas (13,67 %), Jean Royer (8,99 %) et Arlette Laguiller (3,55 %). Au second tour, les électeurs ont voté à 52,07 % pour François Mitterrand contre 47,93 % pour Valéry Giscard d'Estaing avec un taux de participation de 87,78 % des inscrits.
|                | PS             | François Mitterrand      | 59 185  | 43,55 %    | 73 652  | 52,07 %    |  |  |
|                | RI             | Valéry Giscard d'Estaing | 37 579  | 27,65 %    | 67 807  | 47,93 %    |  |  |
|                | UDR            | Jacques Chaban-Delmas    | 18 575  | 13,67 %    |         |            |  |  |
|                | SE             | Jean Royer               | 12 221  | 8,99 %     |         |            |  |  |
|                | LO             | Arlette Laguiller        | 4 824   | 3,55 %     |         |            |  |  |
|                | SE, écologiste | René Dumont              | 1 049   | 0,77 %     |         |            |  |  |
|                | FN             | Jean-Marie Le Pen        | 835     | 0,61 %     |         |            |  |  |
|                | MDSF           | Émile Muller             | 661     | 0,49 %     |         |            |  |  |
|                | FCR            | Alain Krivine            | 512     | 0,38 %     |         |            |  |  |
|                | NAR            | Bertrand Renouvin        | 210     | 0,15 %     |         |            |  |  |
|                | MFE            | Jean-Claude Sebag        | 183     | 0,13 %     |         |            |  |  |
|                |                |                          |         |            |         |            |  |  |
|                |                |                          | Nombre  | % inscrits | Nombre  | % inscrits |  |  |
| Inscrits       | Inscrits       | Inscrits                 | 163 817 |            | 163 799 |            |  |  |
| Abstentions    | Abstentions    | Abstentions              | 26 387  | 16,11 %    | 20 017  | 12,22 %    |  |  |
| Votants        | Votants        | Votants                  | 137 430 | 83,89 %    | 143 782 | 87,78 %    |  |  |
|                |                |                          |         |            |         |            |  |  |
|                |                |                          |         | % votants  |         | % votants  |  |  |
| Blancs ou nuls | Blancs ou nuls | Blancs ou nuls           | 1 514   | 1,1 %      | 2 323   | 1,62 %     |  |  |
| Exprimés       | Exprimés       | Exprimés                 | 135 916 | 98,9 %     | 141 459 | 98,38 %    |  |  |

### 1969
L'élection présidentielle de 1969 est une élection anticipée à la suite de la démission de De Gaulle. La gauche se lance désunie dans la course et, bien que Duclos (PCF) manque de le devancer, c'est le président par intérim Poher qui accède au second tour face à l'ex-Premier ministre Pompidou. Alors que Duclos refuse d'appeler à voter au second tour pour « bonnet blanc ou blanc bonnet », Pompidou est finalement largement élu.
Dans l'Indre, Georges Pompidou arrive en tête du premier tour avec 36,47 % des exprimés, suivi de Alain Poher (28,05 %), Jacques Duclos (27,16 %), Gaston Defferre (3,66 %) et Michel Rocard (2,33 %). Au second tour, les électeurs ont voté à 50,68 % pour Alain Poher contre 49,32 % pour Georges Pompidou avec un taux de participation de 70,3 % des inscrits.
|                | UDR            | Georges Pompidou | 44 465  | 36,47 %    | 50 862  | 49,32 %    |  |  |
|                | CD             | Alain Poher      | 34 206  | 28,05 %    | 52 255  | 50,68 %    |  |  |
|                | PC             | Jacques Duclos   | 33 116  | 27,16 %    |         |            |  |  |
|                | SFIO           | Gaston Defferre  | 4 468   | 3,66 %     |         |            |  |  |
|                | PSU            | Michel Rocard    | 2 838   | 2,33 %     |         |            |  |  |
|                | SE             | Louis Ducatel    | 1 726   | 1,42 %     |         |            |  |  |
|                | LC             | Alain Krivine    | 1 113   | 0,91 %     |         |            |  |  |
|                |                |                  |         |            |         |            |  |  |
|                |                |                  | Nombre  | % inscrits | Nombre  | % inscrits |  |  |
| Inscrits       | Inscrits       | Inscrits         | 161 336 |            | 161 259 |            |  |  |
| Abstentions    | Abstentions    | Abstentions      | 37 316  | 23,13 %    | 47 895  | 29,7 %     |  |  |
| Votants        | Votants        | Votants          | 124 020 | 76,87 %    | 113 364 | 70,3 %     |  |  |
|                |                |                  |         |            |         |            |  |  |
|                |                |                  |         | % votants  |         | % votants  |  |  |
| Blancs ou nuls | Blancs ou nuls | Blancs ou nuls   | 2 088   | 1,68 %     | 10 247  | 9,04 %     |  |  |
| Exprimés       | Exprimés       | Exprimés         | 121 932 | 98,32 %    | 103 117 | 90,96 %    |  |  |

### 1965
L'élection présidentielle de 1965 est la première élection au suffrage universel direct à la suite du référendum d'octobre 1962. De Gaulle est mis en ballottage, à la surprise générale, par Mitterrand, candidat unique de la gauche. La campagne du second tour est axée sur l'Europe et les relations internationales ainsi que sur l'armement nucléaire. De Gaulle est finalement réélu avec une large avance.
Dans l'Indre, François Mitterrand arrive en tête du premier tour avec 38,26 % des exprimés, suivi de Charles de Gaulle (37,49 %), Jean Lecanuet (15,5 %), Jean-Louis Tixier-Vignancour (5,51 %) et Pierre Marcilhacy (1,93 %). Au second tour, les électeurs ont voté à 53,3 % pour François Mitterrand contre 46,7 % pour Charles de Gaulle avec un taux de participation de 83,39 % des inscrits.
|                | CIR            | François Mitterrand          | 50 271  | 38,26 %    | 69 208  | 53,3 %     |  |  |
|                | UNR            | Charles de Gaulle            | 49 265  | 37,49 %    | 60 631  | 46,7 %     |  |  |
|                | MRP            | Jean Lecanuet                | 20 372  | 15,5 %     |         |            |  |  |
|                | SE             | Jean-Louis Tixier-Vignancour | 7 235   | 5,51 %     |         |            |  |  |
|                | PLE            | Pierre Marcilhacy            | 2 531   | 1,93 %     |         |            |  |  |
|                | SE             | Marcel Barbu                 | 1 729   | 1,32 %     |         |            |  |  |
|                |                |                              |         |            |         |            |  |  |
|                |                |                              | Nombre  | % inscrits | Nombre  | % inscrits |  |  |
| Inscrits       | Inscrits       | Inscrits                     | 161 082 |            | 161 000 |            |  |  |
| Abstentions    | Abstentions    | Abstentions                  | 27 774  | 17,24 %    | 26 740  | 16,61 %    |  |  |
| Votants        | Votants        | Votants                      | 133 308 | 82,76 %    | 134 260 | 83,39 %    |  |  |
|                |                |                              |         |            |         |            |  |  |
|                |                |                              |         | % votants  |         | % votants  |  |  |
| Blancs ou nuls | Blancs ou nuls | Blancs ou nuls               | 1 905   | 1,43 %     | 4 421   | 3,29 %     |  |  |
| Exprimés       | Exprimés       | Exprimés                     | 131 403 | 98,57 %    | 129 839 | 96,71 %    |  |  |